# Graafschap Wied
Wied was een tot de Nederrijns-Westfaalse Kreits behorend graafschap binnen het Heilige Roomse Rijk.

## Het graafschap Wied onder de huizen Wied en Isenburg
Voor 1129 stichtte graaf Meffried de burcht (Alt-)Wied ten noorden van Koblenz. In 1244 stierf de dynastie met graaf Lotharius uit. Zijn zusters zijn gehuwd met respectievelijk graaf Bruno van Isenburg en graaf Gotfried van Eppstein. Deze families Isenburg en Eppstein besturen het graafschap gemeenschappelijk tot 1331.
In 1331 erft de echtgenote van graaf Willem I van Isenburg-Wied, geboren van Virneburg, een half graafschap Wied. Hierdoor wordt het graafschap Wied onder Willem I herenigd. Hij noemt zich sindsdien graaf van Wied.
Deze graven van Wied uit het huis Isenburg sterven in 1462 uit met graaf Willem II.
Ten gevolge van het huwelijk van Anastasia van Wied (de dochter van Jan II) met Dirk IV van Runkel komt het graafschap in die familie.

## Het graafschap Wied onder het huis Runkel tot 1698
Willem van Wied is ten gevolge van zijn huwelijk met Margartha van Meurs van 1493 tot 1500 en van 1510 tot 1519 ook graaf van Meurs.
Na de dood van graaf Jan IV ontstaat er een erfstrijd onder zijn nakomelingen. Dit resulteert in een deling in 1581/95:
- Het bovengraafschap Wied en de heerlijkheid Runkel met als residentie Dierdorf voor Willem IV. (inclusief Puderbach en Urbach)
- Het nedergraafschap Wied met Wied en als residentie Altwied voor Herman I.(inclusief de heerlijkheid Grenzhausen, de parochie Rückeroth met Dreifelden, Braunsberg en de parochie Alsbach).

In 1596 gaat de landshoogheid over Vilmar verloren aan het keurvorstendom Trier en in 1599 gaat Gmünden aan Leiningen-Westerburg verloren.
Omdat Willem IV geen nakomelingen heeft, komt Wied-Runkel in 1612 aan Herman II, die sinds 1591 samen met zijn broer Jan Willem in Wied-Wied regeerde. Herman II laat dan Wied-Wied aan zijn broer over en beperkt zich tot Wied-Runkel.
De situatie herhaalt zich min of meer in 1638 na de dood van Philips Lodewijk van Wied-Wied.
Nu komt Wied-Wied aan Maurits Christiaan en daarna in 1653 aan Johan Ernst, de twee broers van Frederik van Wied-Runkel.
Inmiddels is in 1648 het slot Neuwied gebouwd en noemt de tak zich naar dat slot. In 1649 verkoopt Wied-Runkel Obertiefenbach aan Nassau-Hadamar. In 1664 wordt een kwart van het graafschap Isenburg verworven van Isenburg-Grenzau met rechten in Meudt onder de landshoogheid van het keurvorstendom Trier.
De situatie wordt helder als Lodewijk Frederik van Wied-Neuwied zijn erfdeel in 1693 afstaat aan zijn oom Frederik van Wied-Runkel, zodat van 1693 tot 1698 alle bezittingen van Wied herenigd zijn.

## Wied na 1698
In 1698 wordt de verdeling na de dood van graaf Frederik opnieuw uitgevoerd. Omdat zijn oudste zoon Georg Herman Reinhard al in 1690 is overleden, is de nieuwe graaf van Wied-Runkel een kleinzoon van hem en de nieuwe graaf van Wied-Neuwied een zoon.
- Wied-Runkel krijgt het bovengraafschap Wied, het deel van Isenburg, Mayscheid en de Trierse heerlijkheid Meudt.
- Wied-Neuwied krijgt het nedergraafschap en Grenzhausen en Rückeroth.

Door het huwelijk van graaf Johan Lodewijk Adolf van Wied-Runkel met Christiane Louise van Oostfriesland erft hun zoon Christiaan Lodewijk in 1757 het rijksgraafschap Kriechingen met Saarwellingen en Püttlingen in Lotharingen. Dit levert in 1765 een zetel op in de bank van de graven van de Wetterau in de Rijksdag. In 1766 moet Püttlingen als leen van Nassau-Saarbrücken worden erkend, waarna het in 1778 wordt verkocht aan Nassau-Saarbrücken.
In 1775 wordt Obertiefenbach door Wied-Runkel verworven van Nassau-Hadamar. Op 30 maart 1790 werd een overeenkomst gesloten tussen Wied-Neuwied over de successie in Sayn-Hachenburg. De zuster van de laatste graaf was namelijk gehuwd met de vorst van Wied-Neuwied. Na het uitsterven van de graven van Sayn-Hachenburg in 1799 werd dan ook de ban Maxsayn met de dorpen Zurbach, Freijlingen en Wölferlingen aan Wied-Neuwied overgedragen.
Op 30-6-1784 worden de graven van Wied-Neuwied en in 1791 die van Wied-Runkel in de rijksvorstenstand verheven.
Het graafschap Kriechingen gaat verloren in 1797 als Frankrijk de gebieden op de linker Rijnoever annexeert.
In de Reichsdeputationshauptschluss van 25 februari 1803 wordt in paragraaf 21 vermeld dat de vorst van Wied-Runkel voor het verlies van het graafschap Kriechingen de ambten Neuerburg en Altwied van het keurvorstendom Keulen krijgt en de kellerij Villmar van het keurvorstdendom Trier.
In de Rijnbondakte van 12 juli 1806 wordt in artikel 24 het deel van de heerlijkheid Runkel op de rechter oever van de Lahn onder de soevereiniteit van het groothertogdom Berg gesteld. In hetzelfde artikel worden onder de soevereiniteit van de hertog van Nassau-Usingen en de vorst van Nassau-Weilburg gesteld: de ambten Dierdorf, Altwied en Neuerburg, het deel van het graafschap Neder-Isenburg dat aan de vorst van Wied-Runkel behoort, het graafschap Wied-Neuwied en het op de linker-oever van de Main gelegen deel van de heerlijkheid Runkel.
In 1813 wordt in een voorlopige regeling het deel van Wied-Runkel dat binnen het groothertogdom Berg lag aan Oranje-Nassau toegewezen. Willem I staat dit gebied in een verdrag met Pruisen van 31-5-1815 af, waarna Pruisen het weer afstaat aan het hertogdom Nassau.
Het congres van Wenen in 1815 voegde het grootste deel van het nedergraafschap Wied (uitgezonderd het ambt Grenzhausen) toe aan het koninkrijk Pruisen. Binnen Pruisen bezit de familie Wied-Neuwied dan het stadambt Wied en het ambt Heddesdorf en de familie Wied-Runkel de ambten Dierdorf, Altenwied en Neuerburg.
De heerlijkheid Runkel blijft bij het hertogdom Nassau.

## Regenten van Wied tot de deling van 1581
| regering     | naam        | geboren    | overleden  | familie               |
| ------------ | ----------- | ---------- | ---------- | --------------------- |
| 1340-1383    | Willem I    | voor 1324  | 17-7-1383  | van Isenburg          |
| 1376-1411    | Gerlach     | voor 1369  | 5-11-1411  | zoon                  |
| 1411-1462    | Willem II   | voor 1411  | 22-10-1462 | zoon                  |
| 1415-1454    | Jan I       | voor 1415  | 5-11-1454  | broer                 |
| 1454/62-1487 | Frederik IV |            | 31-8-1487  | van Runkel, kleinzoon |
| 1487-1505/26 | Willem III  | circa 1475 | 1519/26    | zoon                  |
| 1487-1533    | Jan III     | voor 1485  | 18-5-1533  | broer                 |
| 1533-1535    | Filips      | na 1505    | 1-6-1535   | zoon                  |
| 1535/42-1581 | Jan IV      | na 1505    | 15-6-1581  | broer                 |

## Regenten van Wied-Runkel (1581-1806)
| regering     | naam                  | geboren    | overleden  | familie          |
| ------------ | --------------------- | ---------- | ---------- | ---------------- |
| 1581/95-1612 | Willem IV             | 1560       | 13-9-1612  | zoon van Jan IV  |
| 1613-1631    | Herman II             | circa 1580 | 13-10-1631 | zie Wied-Neuwied |
| 1633-1638    | Frederik              | 16-11-1618 | 3-5-1698   | zoon             |
| 1638-1653    | Maurits Christiaan    | 10-1-1620  | 25-1-1653  | broer            |
| 1653-1664    | Johan Ernst           | 1643       | 2-8-1664   | broer            |
| 1664-1693    | Lodewijk Frederik     | 1-4-1656   | 1-11-1709  | zoon             |
| 1693-1698    | Frederik              | 16-11-1618 | 3-5-1698   | zie 1633-1638    |
| 1698-1699    | Johan Frederik Willem | 30-3-1680  | 30-3-1699  | kleinzoon        |
| 1699-1706    | Maximiliaan Hendrik   | 1-5-1681   | 19-12-1706 | broer            |
| 1706-1762    | Johan Lodewijk Adolf  | 30-5-1705  | 18-5-1762  | zoon             |
| 1762-1791    | Christiaan Lodewijk   | 2-5-1732   | 31-10-1791 | zoon             |
| 1791-1806    | Karel Lodewijk        | 29-9-1763  | 9-3-1824   | zoon             |

## Regenten van Wied-Neuwied (1581-1806)
| regering  | naam               | geboren    | overleden  | familie            |
| --------- | ------------------ | ---------- | ---------- | ------------------ |
| 1581-1591 | Herman I           | circa 1550 | 10-12-1591 | zoon van Jan IV    |
| 1591-1613 | Herman II          | circa 1580 | 13-10-1631 | zoon               |
| 1591-1633 | Jan Willem         | circa 1580 | 2-6-1633   | broer              |
| 1633-1638 | Filips Lodewijk II | circa 1606 | 6-10-1638  | zoon               |
| 1638-1698 | Frederik           | 16-11-1618 | 3-5-1698   | zoon van Herman II |
| 1698-1737 | Frederik Willem    | 15-11-1684 | 17-9-1737  | zoon               |
| 1737-1791 | Johan Frederik     | 18-11-1706 | 7-8-1791   | zoon               |
| 1791-1802 | Frederik Karel     | 25-12-1741 | 1-3-1809   | zoon               |
| 1802-1806 | Johan August Karel | 26-5-1779  | 21-4-1836  | zoon               |